# الحرب البيزنطية الروسية (907)
ترتبط الحرب الروسية البيزنطية لعام 907 في تاريخ الوقائع الأولية باسم أوليغ النبوي. تدل الوقائع على أنها كانت العملية العسكرية الأكثر نجاحًا لخقانات روس ضد الإمبراطورية البيزنطية. ومن المفارقات أن المصادر اليونانية لا تذكرها على الإطلاق.

## الوقائع الأولية
تصف الوقائع غارة 907 بتفصيل كبير. يبدو أن ذاكرة الحملة قد تم نقلها شفهيًا بين عدة أجيال من الروس. هذا قد يفسر وفرة الحقائق الملونة التي تنتمي إلى الفولكلور بدلًا من التاريخ.
قيل لنا في البداية أن المبعوثين البيزنطيين حاولوا تسميم أوليغ قبل أن يتمكن من الاقتراب من القسطنطينية. لقد رفض زعيم الروس، المشهور بقوته المذهلة، أن يشرب من الكأس المسمومة. وعندما كان أسطوله على مرأى من القسطنطينية، وجد بوابة المدينة مغلقة وأن الدخول إلى مضيق البوسفور محظورٌ بالسلاسل الحديدية.
في هذه المرحلة، لجأ أوليغ إلى الحيل: لقد نزل على الشاطئ وكان لديه حوالي 2000 قارب مخبأ (مونوكسيلون) مجهز بعجلات. وبعد أن تحولت قواربه إلى مركبات، قادها إلى جدران القسطنطينية وثبَّت درعه على أبواب العاصمة الإمبراطورية.
في النهاية، تم تخفيف تهديد القسطنطينية من خلال مفاوضات السلام التي أثمرت المعاهدة الروسية البيزنطية لعام 907. وفقًا للمعاهدة، دفع البيزنطيون جزيةً من اثني عشر غريفنا لكل قارب روسي.

## التفسيرات
إن حملة أوليغ ليست خيالية وواضحة من النص الأصلي لمعاهدة السلام، التي تم دمجها في الوقائع. تميل المنحة الحالية إلى توضيح صمت المصادر اليونانية فيما يتعلق بحملة أوليغ من خلال التسلسل الزمني غير الدقيق للوقائع الأولية. يفترض البعض أن الغارة حدثت بالفعل في عام 904، عندما كان البيزنطيون في حالة حرب مع رشيق الوردامي. لقد قدم بوريس ريباكوف وليف غوميليوف تخمينًا أكثر منطقية: يشير مصطلح الحملة في الواقع إلى الحرب الروسية البيزنطية (860)، التي وصفت خطأً في المصادر السلافية بأنها فشل لكييف.
ومع النزاعات العسكرية المتكررة، يبدو أن العلاقات بين الروس وبيزنطة كانت سلمية في الغالب. تم الإبلاغ عن التنصير الأول للروس من قبل البطريرك فوتيوس في عقد 860. وفي إحدى رسائله، هدد البطريرك نقولا ميستيكوس بإطلاق غزو روسي لبلغاريا. يستنتج المؤرخون من روايته أن البيزنطيين كانوا قادرين على التلاعب بروسيا وقت أوليغ لتحقيق غاياتهم السياسية الخاصة.
علاوةً على ذلك، انضمت وحدات كبيرة من الروس إلى الخدمة الإمبراطورية وشاركت في البعثات البحرية البيزنطية طوال القرن العاشر. شارك سرب من 700 مرتزق روسي في بعثة كريت عام 902. شاركت وحدة من 415 من فرق الفارانغيين في الحملة الإيطالية لعام 936. وبعد ثلاثة عشر عامًا، أبحر 629 جنديًا روسيًا على متن تسع سفن لمرافقة الإغريق في بعثتهم ضد إمارة إقريطش.